# Municipio de Iowa Lake
El municipio de Iowa Lake (en inglés: Iowa Lake Township) es un municipio ubicado en el condado de Emmet en el estado estadounidense de Iowa. En el año 2010 tenía una población de 138 habitantes y una densidad poblacional de 1,86 personas por km².

## Geografía
El municipio de Iowa Lake se encuentra ubicado en las coordenadas 43°27′35″N 94°30′7″O / 43.45972, -94.50194. Según la Oficina del Censo de los Estados Unidos, el municipio tiene una superficie total de 74.24 km², de la cual 72,71 km² corresponden a tierra firme y (2,07 %) 1,54 km² es agua.

## Demografía
Según el censo de 2010, había 138 personas residiendo en el municipio de Iowa Lake. La densidad de población era de 1,86 hab./km². De los 138 habitantes, el municipio de Iowa Lake estaba compuesto por el 99,28 % blancos, el 0,72 % eran amerindios. Del total de la población el 2,17 % eran hispanos o latinos de cualquier raza.